# (12601) Tiffanyswann
(12601) Tiffanyswann (1999 RO178) – planetoida z pasa głównego asteroid okrążająca Słońce w ciągu 3,75 lat w średniej odległości 2,41 j.a. Odkryta 9 września 1999 roku.